# Lhota, Kladno
Lhota là một làng thuộc huyện Kladno, vùng Středočeský, Cộng hòa Séc.